# Justyna Grabowska
Justyna Grabowska (ur. 17 stycznia 1981) – polska koszykarka występująca na pozycjach rozgrywającej i rzucającej.

## Osiągnięcia
Drużynowe
- Awans do PLKK z Energą Toruń (2006)

Indywidualne
- Liderka PLKK w skuteczności rzutów z gry (2008)[1]